# Battlefield 4: Naval Strike
Battlefield 4: Naval Strike er den fjerde udvidelsespakke til Battlefield 4. Udvidelsespakken udkom til PlayStation 4, Xbox One og PC den 13. februar 2014. Man befinder sig ved øerne i den kinesiske sø. I udvidelsespakken er der fire nye tilgængelige baner, et nyt gamemode, tre nye våben og et nyt køretøj.
| computerspil | Spire Denne computerspilsrelaterede artikel er en spire som bør udbygges. Du er velkommen til at hjælpe Wikipedia ved at udvide den. |